# Laphria lasipes
Laphria lasipes là một loài ruồi trong họ Asilidae. Laphria lasipes được Wiedemann miêu tả năm 1828. Loài này phân bố ở vùng Tân Bắc giới.